# Erik av Mecklenburg
Erik av Mecklenburg, även kallad Erik Albrektsson och Hertig Erik, född omkring 1365, död i pesten i borgen Landeskrone vid Klintehamn på Gotland den 26 juli 1397, var svensk prins och tronföljare som son till det svenska kungaparet Albrekt och Rikardis. Han är begravd i Visby domkyrka där en del av hans ursprungliga gravvård finns upphängd.
När Albrekt var kung av Sverige var Erik prins och tronföljare och han blev sedermera även herre till Gotland. Under faderns ledning var Erik fältherre och blev tillsammans med honom besegrad och tillfångatagen av drottning Margareta i slaget vid Åsle utanför Falköping den 24 februari 1389. Han delade sedan faderns sex år långa fångenskap fram till 26 september 1395. 
Året efter frigivningen (1396) gifte han sig, samtidigt som fadern gifte om sig, 12–13 februari 1396 med hertig Bogislav VI:s dotter Sophie, med vilken han inte fick några barn. Därefter begav han sig med en stor krigshär till Gotland, där Visby redan innehades av mecklenburgarna, medan drottning Margaretas folk, lett av Sven Sture, kontrollerade resten av ön. Hans uppgift att erövra ön från Margaretas trupper blev mycket lätt, då Sven Sture gick över till mecklenburgarna. Med Gotland som bas försökte han sedan återta Stockholm och allierade sig även med vitaliebröderna. 
Han avled dock i pesten redan den 26 juli 1397, varvid Sven Sture övertog Gotland och använde ön som bas för sjöröveriverksamhet på Östersjön.